# Cecylia Wojewoda
Cecylia Wojewoda, z domu Srogowicz (ur. 22 kwietnia 1910 w Widzach, Wileńszczyzna, zm. 16 sierpnia 2006) – tłumaczka książek z jęz. angielskiego. 

## Życiorys
Ukończyła studia prawnicze na Uniwersytecie Stefana Batorego w Wilnie. W 1939 wyszła za Bolesława Wojewodę (1909–1946), pracownika polskich konsulatów w Budapeszcie i w Użhorodzie, który brał udział w organizowaniu tras kurierskich między Węgrami a okupowaną Polską. Podczas wojny na uchodźstwie w  Budapeszcie, a po rozpoczęciu niemieckiej okupacji Węgier, wiosną 1944 przedostała się na Słowację wraz z mężem i jego współpracownikami z konspiracji piłsudczykowskiej, m.in. gen. Stefanem Hubickim, Bazylim Rogowskim i Januszem Kowalczukiem. Podczas słowackiego powstania narodowego pracowała wraz z mężem w powstańczej Agencji Informacyjnej Słowacji (ZAS) w Bańskiej Bystrzycy jako tłumaczka nasłuchu radiowego. Po wojnie wyjechała do Londynu, a po śmierci męża powróciła w 1946 do Polski. 

## Przekłady
- Henry James Księżna Casamassima
- Elia Kazan Układ
- Joseph Heller Coś się stało
- Irwin Shaw Wieczór w Bizancjum
- Henry Miller Kolos z Maroussi
- John Updike Wyjdź za mnie
- Philip Roth Gdy była porządną dziewczyną
- Mary McCarthy Ptaki Ameryki, Grupa
- kilkanaście sztuk pokazanych w Teatrze Telewizji